# Poliʻahu
Poliʻahu ist in der hawaiischen Mythologie die Schneegöttin des Mauna Kea und die Tochter von Kāne. Sie ist die Gegenspielerin der Vulkangöttin Pele. Beide verkörpern den Mythos vom ewigen Kampf zwischen Hitze und Kälte, Feuer und Frost, brennender Lava und Eis.
Der Legende nach wohnt Poliʻahu am Mauna Kea und hat 3 Schwestern, die über die schneebedeckten Berge Hawaiis herrschen.

## Legenden

### Die vier Schwestern
Die Liebe von Kāne, dem Schöpfergott, zu den schönen Berggipfeln von Hawaii war so groß, dass seine Leidenschaft göttliche Wesen schuf. Darunter waren Poliʻahu und ihre Schwestern, Lilinoe, Waiau und Kahoupokane. Sie wurden am Mauna Kea geboren. Es sind wunderschöne Frauen von großer Weisheit und außerordentlichem Talent. Nur Poliʻahu ragt aus ihnen noch hervor. Sie gilt als die schönste Göttin Hawaiis und die sportlichste. Die Schwestern sind auch immer besonders anmutig gekleidet. Im Winter tragen sie schneeweiße Gewänder und Mäntel, im Sommer goldene Kleider. Bevor Kāne sie verließ und sich anderen Abenteuern zuwendete, legte er für sie einen heiligen, kleinen Bergsee an. Dieser Lake Waiau liegt auf einer Höhe von 3970 Metern innerhalb des Pu'u Waiau-Kraters. Hier holen sich seine Töchter Wasser und können darin baden. Das Wasser dieses heiligen Teichs darf niemals verschmutzt werden. Für die Pflege ist die gleichnamige Göttin Waiau verantwortlich. Lilinoe dagegen ist die Göttin des Nebels.

### Poliʻahu und Pele
Poliʻahu ist nicht nur sehr schön, sondern auch sehr sportlich. Sie mischt sich auch gerne unter die Menschen. Eines Tages fuhr sie zusammen mit ihnen mit einem Hōlua-Schlitten den Osthang des Mauna Kea hinab. Da kam eine schöne Fremde auf sie zu, ganz in schwarz gekleidet. Sie forderte Poliʻahu zu einem Schlittenrennen heraus. Die Fremde hatte keinen eigenen Schlitten, deshalb borgte sie sich einen aus. Das erste Rennen gewann Poliʻahu mühelos. Um ihr gleiche Chancen zu gewähren, tauschte sie vor dem nächsten Rennen ihren Schlitten mit dem der Fremden. Aber auch dieses Rennen gewann Poliʻahu. Beim dritten Rennen veranlasste die Fremde einen Lavastrom vor Poliʻahu und gab sich so als Göttin Pele zu erkennen. Die Schneegöttin lief auf den Gipfel des Berges, um sich vor dem Angriff zu schützen. Dann schleuderte sie Schnee und Eis auf den Lavastrom und brachte ihn so zum Erliegen. Bis heute teilen sie sich die beiden Göttinnen die Hawaii-Insel. Pele beherrscht Kīlauea und Mauna Loa, Poliʻahu den nördlichen Teil von Big Island.